# Vanløse
Vanløse är en stadsdel i Köpenhamns kommun, bortom enklaven Frederiksberg, med 36 223 invånare (2003). Vanløse centrum har viss innerstadsprägel, men mellan Vanløse och Köpenhamns innerstad är det en del mer förortsliknande områden.
Stadsdelen har en av ändstationerna för Köpenhamns metro. Det finns även flera S-togsstationer: Vanløse station, Jyllingevej station, Islev station, Flintholm station samt Grøndals station. Flintholm station betjänar både S-tog och Metro. Stationerna Grøndal och Flintholm ligger båda på gränsen till Frederiksberg.